# 蒂珀卡努 (印地安納州)
蒂珀卡努（英語：Tippecanoe）是位於美國印地安納州馬歇爾縣的一個非建制地區。該地的面積和人口皆未知。